# Le Grand Manoir
Le Grand Manoir est une ancienne demeure fortifiée du début du XVIe siècle, qui se dresse sur le territoire de l'ancienne commune française de Cosqueville, dans le département de la Manche, en région Normandie.

## Localisation
Le Grand Manoir est situé à 250 mètres au sud-est de l'église de Cosqueville au sein de la commune nouvelle de Vicq-sur-Mer, dans le département français de la Manche.

## Historique
Le fief de Cosqueville, possession de la famille des Coskets, est issu d'un partage opéré très tôt du territoire paroissiale en deux fiefs distincts : Cosqueville, et Bellanville possession de la famille de Beaumont. Le fief des Coskets passe par la suite à la famille Diénis. En 1497, Thomas Diénis le vend, contre 450 livres et 30 litres de vin, à Nicolas de Hennot. En 1529, ce dernier fera l'acquisition du fief de Bellanville,.
En 1558, peu avant le début des guerres de Religion, Jean Le Parmentier, seigneur de Bellanville, catholique, ayant marcher à la procession devant Robert de Hennot, fils de Gautier de Hennot, et qui avait pris le parti des huguenots, seigneur des Cosquets, reçut un « soufflet » et fut repoussé derrière par Robert. S'ensuivit un procès. Les Le Parmentier jugeant la justice trop lente, tuèrent le sergent Chandeleur alors que ce dernier leur portait une convocation devant la justice. Entre-temps, pour se venger de l'affront du soufflet Jean et ses fils avaient saccagé le manoir du sieur de Cosqueville. Les différentes tentatives de conciliation ayant échoué, en 1560, deux des fils, Touppin et le curé, sont condamnées et leurs têtes tranchées ; le père devant faire amende honorable, tête et pieds nus à Valognes.
Une dizaine d'années plus tard, Robert de Hennot, sieur de Cosqueville, à la suite d'une émeute survenue à Valognes contre les protestants, sera tué avec quatre autres individus lors de l'attaque, par les catholiques, d'une maison où se tenait un prêche. Son corps, dépouillé, sera traîné dans la rue  et laissé pour compte jusqu'au lendemain (6 juin 1568).
C'est Jean de Hennot († 1591), son frère, déjà sieur de Théville, qui hérite de Cosqueville. Lui succède comme seigneur de Cosqueville, son fils aîné, Olivier de Hennot, dont l'épouse lui apportera la terre de Brillevast. En 1617, à sa mort, le fief très endetté est vendu, par décret au siège de Valognes, à Nicolas Castel, seigneur de Saint-Pierre-Église. Les Castel le conserveront jusqu'en 1768, avant qu'il n'échoit entre les mains de la famille d'Anneville, seigneur du Vast, qui le garderont jusqu'à la Révolution.

## Description
Le Grand Manoir, ancien siège de la seigneurie des Cosquets, est typique de l'architecture des manoirs cotentinais du début du XVIe siècle. Construit en grosses pierres taillées de granit, il présente une parenté de style, d'époque et de traitement existant avec celui d'Ourville à La Pernelle, du marais de Valcanville, d'Héauville et de Saint-Christophe-du-Foc. Ce sont là des constructions presque toutes du XVIe ou parfois du tout début du XVIIe siècle qui, malgré la dureté de la pierre, révèlent un parti décoratif moins abondant que celui de la première renaissance mais bien souvent de meilleur aloi.
Autrefois entouré de douves, il se présente sous la forme d'un logis quadrangulaire qui n'a que deux niveaux flanqué sur sa droite d'une tour ronde coiffée en poivrière. Des six tourelle d'origine, il n'en subsiste qu'une.
On accède au logis, par une porte en plein cintre, et qui a conservé deux fenêtres à meneaux dont celle du rez-de-chaussée, très fortement défendu par l'une des plus imposantes grilles de fer forgé que l'on puisse voir en Cotentin, et présentant à son linteau un fin boudin taillé sous lequel s’égrène un rang de perles. À l'intérieur sont conservées de vastes cheminées.
Sur la gauche, on peut voir une charretterie à trois arches, très similaire à celle du château voisin d'Inthéville, qui comporte également des piliers à section carrée mais plus frustes qu'à Inthéville.

## Possesseurs successifs de la terre et seigneurie des Cosquets
Liste non exhaustive.
- Famille des Coskets
- Famille Diénis 
  - Thomas Diénis (jusqu'en 1497)
- Famille de Hennot
  - Nicolas de Hennot (1497-† 1530)
  - Gauthier de Hennot (1530 -† c.1543), fils du précédent
  - Robert de Hennot (c.1543-† 1568), fils du précédent
  - Jean de Hennot (1568-† 1591), frère du précédent
  - Olivier de Hennot (1591-† 1617)
- Famille le Castel (jusqu'en 1768)
  - Nicolas Castel (c.1617)
- Famille d'Anneville (jusqu'à la Révolution)